# 카멜롯 (드라마)
카멜롯(영어: Camelot)은 2011년 방영된 영국의 드라마이다.